# Zdobywcy (film 1942)
Zdobywcy (The Spoilers) – amerykański western z 1942 roku. Obraz nominowany do Oscara. Film oparty na powieści Rexa Beacha.

## Fabuła
Akcja filmu dzieje się w Nome w stanie Alaska. Górnik Roy Glennister (John Wayne) wraz ze swoim przyjacielem Alem Dextry (Harry Carey) muszą stanąć do walki z nieuczciwym komisarzem Alexandrem McNamarą (Randolph Scott), który chce im odebrać złoto.
O życie Ala jest zaniepokojona jego narzeczona, lokalna artystka salonowa – Cherry (Marlene Dietrich).

## Obsada
- Marlene Dietrich – Cherry Malotte
- Randolph Scott – Alexander McNamara
- John Wayne – Roy Glennister
- Margaret Lindsay – Helen Chester
- Harry Carey – Al Dextry
- Richard Barthelmess – Bronco Kid Farrow
- George Cleveland – Banty
- Samuel S. Hinds – Judge Horace Stillman
- Russell Simpson – Flapjack Sims
- William Farnum – Wheaton
- Marietta Canty – Idabelle
- Jack Norton – pan Skinner
- Ray Bennett – Clark
- Forrest Taylor – Bennett
- Art Miles – zastępca

## Oceny
| Źródło      | Ocena |
| ----------- | ----- |
| AllMovie    | [ 2 ] |
| eFilmCritic | [ 3 ] |